# Sürele
A sürele vagy surala, csurala, csürele a baskír és tatár mitológia erdei szelleme. Nagyrészt azonos, de részleteiben kissé eltérő a csuvas arsura és a szibériai tatár pitszen.
Legendái szerint az erdőt és lakóit védelmező lény. Ember alakú, teste szőrös, ujjai és körmei hosszúak, zöld szakállt, hajat és piros sálat visel, homloka közepén szarva van, a cipőit fordítva, ruháit kifordítva hordja. A sürele barátságos az emberekkel, akivel jó viszonyba kerül, annak megtanítja, hogyan védheti meg a nyáját. A favágókat viszont nem szereti. Az a favágó, aki egy sürele útját keresztezi, eltéved az erdőben, és a sűrűben a sürele akár meg is ölheti. Gyilkolási módszere különleges: áldozatait halálra csiklandozza. Ezt csak azzal lehet elkerülni, ha az eltévedt ember felcseréli a cipőit és kifordítva veszi fel az összes ruháját. Úgy beszél, mint az emberek, és szeret kérdéseket feltenni az embereknek.
A sürele mítoszát egy tatár költő, Gabdullah Tukai dolgozta fel egy híres versben.
A sürele szó etimológiáját sokféleképp próbálják megadni. Ezek közül a „víz” jelentésű szu- tő kapcsolata kevéssé életszerű, a legvalószínűbb a csuvas süre és köztörök jorı (mindkettő jelentése: „jár”, és mindkettő megvan a magyarban is) alapján a „járkáló” jelentés (süre+le). A csuvas arsura és arcsura nevet a szláv nyelvekből is próbálják levezetni, de ebben is az ar+sura összetétel ismerhető fel, ahol az ar- tag férfi, ember, férj jelentésű, a -sura pedig a süre mély hangrendű párja. Az előtag azért kerülhetett a névbe, mert a csuvas mítoszokban arsura alakváltó és előszeretettel vesz feleségül embernőket.